# Chiesa di San Martino Vescovo (Moniga del Garda)
La chiesa di San Martino Vescovo è la parrocchiale di Moniga del Garda, in provincia di Brescia e diocesi di Verona; fa parte del vicariato del Lago Bresciano.

## Storia
La prima citazione della chiesa di Moniga del Garda, che era filiale della pieve di Santa Maria di Manerba, è da ricercarsi nella relazione della visita pastorale del 13 ottobre 1454 del vescovo di Verona Ermolao Barbaro il Vecchio, che, con l'occasione, impartì la consacrazione. Questo fatto farebbe supporre che la chiesa fosse stata riedificata in un periodo subito precedente.

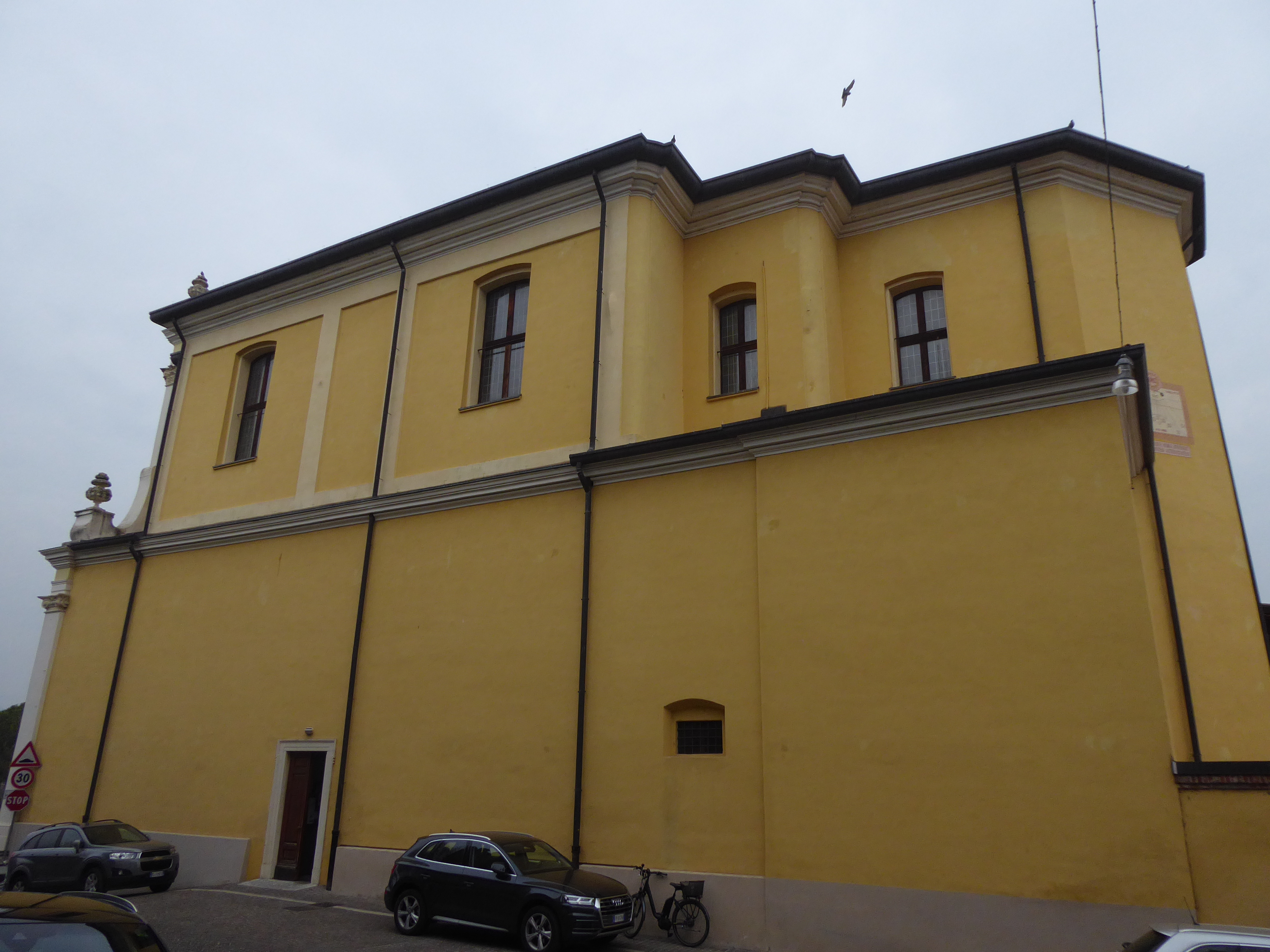
Il lato della chiesa

Nel resoconto della visita pastorale del 1530 del vescovo di Verona Gian Matteo Giberti si legge che la chiesa monighese era una parrochialem ecclesiam e che era dotata di due altari, dei quali il maggiore intotolato alla Madonna.
L'attuale parrocchiale è frutto del rifacimento condotto tra il 1778 e il 1796 in due momenti diversi: dapprima venne riedificata la parte retrostante, mentre successivamente l'altra, comprendente la facciata.
Nel 2003 la chiesa subì un intervento di restauro condotto su disegno di Mauro Agosti; nel 2004 l'edificio riportò alcuni danni a causa di una scossa di terremoto e dovette pertanto venir consolidata nel 2008 su progetto di Flavio Cassarino.

## Descrizione

### Facciata

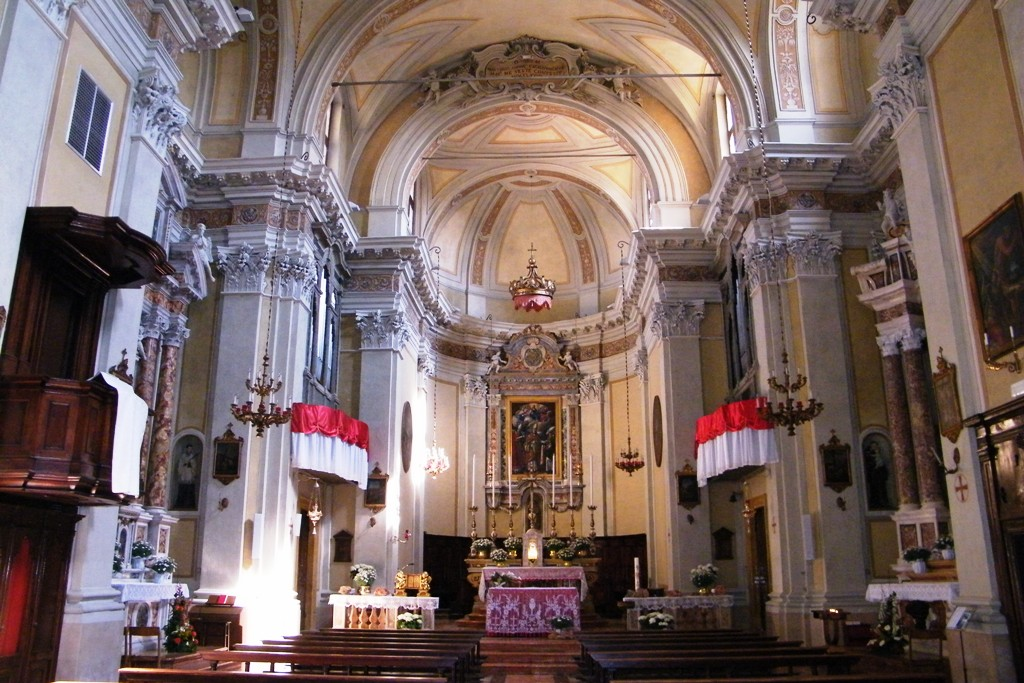
L'interno della chiesa

La facciata, che guarda a nord-ovest, si presenta in stile barocco ed è divisa in due ordini da una cornice marcapiano modanata; il registro inferiore è caratterizzato da sei paraste terminanti con capitelli in stile ionico, mentre quello superiore presenta due volute che lo raccordano a quello inferiore e quattro paraste con capitelli corinzi.
A coronare la facciata è il fastigio dotato di balaustra caratterizzato dal timpano spezzato e al centro da una croce di ferro.

### Interno
L'interno della chiesa è ad un'unica navata sulla quale s'affacciano quattro cappelle laterali ospitanti gli altari laterali del Crocifisso, della Beata Vergine Maria, di San Giuseppe e della Beata Vergine del Rosario.
L'aula termina con il presbiterio di forma quadrangolare sopraelevato di tre scalini e a sua volta chiuso dall'abside, che all'interno è di forma semicircolare e all'esterno di forma poligonale.

La navata e il presbiterio sono coperti da volte a vela alternate a volti a botte, mentre l'abside dal catino tripartito da due costoloni.